# Daredevil (film)
Daredevil è un film del 2003 sceneggiato e diretto da Mark Steven Johnson.
Basato sull'omonimo personaggio di Marvel Comics, interpretato da Ben Affleck e Jennifer Garner nel ruolo di Elektra, premiata agli MTV Movie Awards 2003 come miglior performance rivelazione femminile. Michael Clarke Duncan e Colin Farrell interpretano i due antagonisti, il boss criminale Kingpin e l'assassino Bullseye.
Dal film è stato tratto anche un videogioco omonimo, uscito esclusivamente per la piattaforma Game Boy Advance.
Daredevil è uscito nelle sale degli Stati Uniti d'America il 14 febbraio 2003, mentre in quelle italiane il 4 aprile dello stesso anno.  
Al film seguì uno spin-off, Elektra, distribuito nelle sale nel 2005.

## Trama
Un uomo vestito da diavolo rosso, braccato dalla polizia, è aggrappato sulla cima di una chiesa e, indebolito dalle ferite subite in uno scontro, cade all'interno di essa e viene soccorso da un sacerdote, padre Everett. Costui è amico dell'uomo ferito, l'avvocato non vedente Matt Murdock.
Matt Murdock è un ragazzo che vive a Hell's Kitchen, un quartiere di New York, e viene continuamente sbeffeggiato dai suoi coetanei. Suo padre Jack, un pugile decaduto, lo aveva cresciuto da solo dopo che la moglie li aveva abbandonati anni prima. La cosa che Jack più desiderava era che il figlio diventasse dottore o avvocato, e che quindi non dovesse mai usare la violenza per sopravvivere.
Un giorno, tornando da scuola, Matt vede suo padre, in un cantiere, mentre fa il suo secondo lavoro, quello di esattore di debiti per il boss locale. Scioccato, Matt fugge disperatamente tra i vicoli del cantiere: poco dopo viene investito da una fortuita fuoriuscita di liquido radioattivo, contenuto nei bidoni trattati nel cantiere stesso, che lo rende cieco all'istante. All'ospedale, Matt si accorge però che quell'incidente ha rafforzato gli altri suoi sensi: l'udito iper-sviluppato gli fornisce una sorta di "senso radar" grazie a cui riesce a orientarsi nello spazio come se fosse in grado di vedere. Matt non si perde d'animo, e potenzia questi suoi nuovi sensi acutissimi grazie a un allenamento ginnico di livello olimpico nello stesso quartiere di Hell's Kitchen, divenuto ormai la sua palestra. Dopo un incontro di pugilato che avrebbe dovuto perdere, Jack viene ucciso, e sul suo corpo viene fatta cadere una rosa rossa, firma del suo assassino.
Per mantenere la promessa fatta al padre, Matt studia legge e diventa un avvocato. Di giorno, in coppia con il socio Foggy Nelson, difende in tribunale solo clienti poco facoltosi e innocenti (riesce a capire se stanno affermando il vero oppure no percependo le variazioni del loro battito cardiaco grazie al suo udito eccezionale). Di notte, se la legge "fallisce", vi pone rimedio mascherandosi e utilizzando il suo bastone per ciechi, che diventa un'arma micidiale: diviene così il vigilante mascherato Daredevil, una leggenda metropolitana sulla quale indaga il giornalista Ben Urich. Daredevil inizia la sua battaglia contro Kingpin, il potente boss della malavita di tutta New York, e contro il suo spietato e sanguinario assassino Bullseye.
Matt rimane costantemente solo, sebbene cerchi comunque di avere delle relazioni normali. Un giorno infatti conosce Elektra Natchios, esperta di arti marziali e figlia del miliardario greco Nikolas Natchios. Dopo un combattimento amichevole per la strada, i due iniziano a frequentarsi e si innamorano.
Dopo un ballo, Nikolas ed Elektra vengono inseguiti da Bullseye. Il cecchino uccide le guardie del corpo, ma viene fermato da Daredevil con il quale ha uno scontro; Bullseye riesce a sottrarre il bastone al vigilante e lo lancia trafiggendo il miliardario in pieno petto. Elektra, sconvolta, non ha assistito allo scontro e pensa che l'assassino sia proprio il supereroe mascherato: desiderosa di vendetta, scova Devil e lo affronta riuscendo a ferirlo, ma solo perché egli non vuole farle del male. Prima di ucciderlo però, gli toglie la maschera e scopre che in realtà è il suo amato Matt. Capisce di aver fatto un terribile errore, ma ormai è troppo tardi: Bullseye, arrivato sul posto, ingaggia un combattimento con Elektra e la ferisce a morte.
Dopo che Elektra muore tra le sue braccia, il ferito Daredevil braccato dall'assassino riesce a prendere rifugio in chiesa (si ritorna così alla scena iniziale) e a chiedere a padre Everett di chiamare la polizia. Inizia quindi a combattere contro Bullseye, che lo raggiunge: durante lo scontro, il sicario dalla mira infallibile gli rivela che Kingpin è il miliardario Wilson Fisk, che ha il vizio di lasciare una rosa rossa accanto al cadavere delle sue vittime. Matt capisce così che Kingpin è la stessa persona che uccise suo padre anni prima. Intanto i poliziotti, arrivati sul luogo, cercano invano di entrare nell'edificio. Grazie al suo super-udito, Devil si accorge di una pallottola esplosa da un cecchino della polizia contro di loro e si sposta quel tanto che basta per fare in modo che il colpo ferisca il sicario alle mani: successivamente lo scaraventa fuori dalla vetrata della chiesa, dove precipita sull'auto di Ben Urich, fratturandosi molte ossa ma rimanendo in vita.
Matt ha ancora un conto in sospeso: affrontare Kingpin. Raggiunto il suo palazzo, i due ingaggiano una lotta che dimostra quanto Kingpin sia molto più forte di Devil, ma Matt riesce a mettere fuori combattimento il boss spezzandogli le ginocchia. Invece di ucciderlo, cosa che Kingpin stesso si aspetta, Matt lo lascia vivo, fiducioso che la giustizia farà il suo corso.
Alcuni giorni dopo, Matt trova un amuleto in braille sul tetto dove lui ed Elektra si erano baciati la prima volta e capisce che molto probabilmente la sua amata non è morta come pensava. Intanto Ben Urich ha scoperto la vera identità dell'eroe, e si appresta a scrivere un articolo in cui la rivela, ma poi decide di cancellarlo, ritenendo che mantenere il segreto sia la cosa giusta. Matt continuerà ad essere Daredevil, vigilando ogni notte la città.
Mentre la voce fuori campo di Matt racconta l'epilogo della storia, viene mostrato Bullseye in un letto d'ospedale, che, nonostante sia completamente ingessato, riesce ad infilzare una fastidiosa mosca lanciandole una siringa.

## Produzione
I diritti del personaggio furono venduti alla Twentieth Century Fox. Successivamente passarono alla Walt Disney Pictures; il progetto fu poi piazzato alla Columbia Pictures. I Marvel Studios misero al lavoro Chris Columbus e Carlo Carlei sulla sceneggiatura con l'intenzione di avere il primo come regista; successivamente la Columbia Pictures cedette i diritti del personaggio alla Regency Enterprises con distribuzione Twentieth Century Fox.
Mark Steven Johnson fu scelto come sceneggiatore e regista nel 2001; la sua sceneggiatura fu elogiata da Kevin Feige che la definì la migliore mai arrivata nei Marvel Studios, dal produttore Gary Foster, che la definì più orientata sui personaggi e più oscura dei precedenti film tratti da fumetti, e da Harry Knowles.
Le riprese si sono svolte dal marzo 2002 al 6 agosto 2002 a Burbank, Downey, Los Angeles, New York e Santa Clarita.

### Cast
- Ben Affleck è Matt Murdock / Devil: avvocato, in seguito a un incidente che provocò l'uscita di materiale radioattivo, è rimasto cieco ma ha acuito tutti i sensi rimasti. È il vigilante noto come Daredevil. L'attore ha accettato il ruolo perché fan del personaggio;[8] prima di lui sono stati presi in considerazione Vin Diesel, Guy Pearce, Matt Damon e Colin Farrell, quest'ultimo venne scelto per interpretare Bullseye.
  - Scott Terra è Matt Murdock da bambino.
- Jennifer Garner è Elektra Natchios: d'origine greca, s'innamora di Matt. È esperta di arti marziali. Per il ruolo furono prese in considerazione Neve Campbell e Jolene Blalock.
- Michael Clarke Duncan è Wilson Fisk / Kingpin: il potente boss della malavita di New York, arcinemico di Daredevil. A differenza della sua controparte cartacea, nel film il personaggio è di colore.
- Colin Farrell è Bullseye: sicario dalla mira infallibile al soldo di Kingpin, nemico giurato di Devil.
- Jon Favreau è Franklin "Foggy" Nelson: socio in affari di Matt Murdock e suo eterno amico.
- Joe Pantoliano è Ben Urich: un giornalista di Leggende Metropolitane. Scopre la vera identità di Daredevil e Kingpin.
- David Keith è Jack Murdock: padre di Matt, pugile al tramonto. Viene assassinato.
- Leland Orser è Wesley Owen Welch: braccio destro di Kingpin.
- Erick Avari è Nikolas Natchios: padre di Elektra e socio in affari di Kingpin.
- Derrick O'Connor è Padre Everett: un prete con cui Matt Murdock si confida spesso.
- Lennie Loftin è Nick Manolis: poliziotto all'inseguimento di Daredevil.
- Paul Ben-Victor è Josè Quesada: un malvivente che viene inseguito da Daredevil; il suo nome è una citazione dell'editor-in-chief della Marvel Joe Quesada, che per diverso tempo è stato disegnatore e sceneggiatore delle storie di Devil.
- Ellen Pompeo è Karen Page: segretaria personale di Matt Murdock e Foggy Nelson, segretamente innamorata del primo.
- Robert Iler è il bulletto che perseguitava Matt quand'era bambino.

#### Cameo
Nel film appaiono numerosi camei:
- Stan Lee, il co-creatore del fumetto, compare in una scena dove interpreta un signore anziano che sta per attraversare con il semaforo rosso, ma Matt Murdock lo ferma grazie ai suoi sensi iper-sviluppati e gli impedisce di attraversare con il suo bastone da cieco.
- Frank Miller, famoso sceneggiatore della serie a fumetti, appare in un brevissimo cameo. È l'uomo ucciso con una penna in testa da Bullseye che, successivamente, gli ruba la moto. Nei titoli di coda viene chiamato "Man with Pen in Head".
- Kevin Smith, sceneggiatore dei fumetti di Devil, nonché famoso regista, fa un cameo nel film: è un uomo che lavora all'obitorio. Il suo personaggio è chiamato Kirby, in omaggio al leggendario disegnatore Marvel Jack Kirby.
- Quando Fallon elenca tutti i vari pugili alle sue dipendenze, elenca tutti nomi di autori e artisti Marvel che hanno avuto a che fare con Daredevil: Bendis (Brian Micheal Bendis), Mack (David Mack), Miller (Frank Miller). Inoltre, anche il pugile che Jack affronta prima di essere assassinato ha il nome di un autore Marvel: John Romita.
- La voce di Heather Glenn al telefono è di Claudine Farrell, sorella di Colin Farrell.

## Colonna sonora

### Daredevil: The Album
La colonna sonora del film, intitolata Daredevil: The Album, è stata distribuita dalla Wind-up Records a partire dal 4 marzo 2003.
1. Fuel – Won't Back Down – 3:22
2. The Calling – For You – 3:42
3. Saliva – Bleed For Me – 3:59
4. Seether – Hang On – 3:10
5. Nickelback – Learn the Hard Way – 2:54
6. Drowning Pool – The Man Without Fear (feat. Rob Zombie) – 3:20
7. Nappy Roots – Right Now (feat. Marcos Curiel) – 4:33
8. Moby – Evening Rain – 3:53
9. Evanescence – Bring Me to Life (feat. Paul McCoy) – 3:56
10. Chevelle – Until You're Reformed – 4:00
11. Hoobastank – Right Before Your Eyes – 3:31
12. Paloalto – Fade Out/In – 3:37
13. Revis – Caught in the Rain – 3:31
14. Boysetsfire – High Wire Escape Artist – 3:47
15. Autopilot Off – Raise Your Rifles – 2:37
16. Graeme Revell e Mike Einziger – Daredevil Theme (Blind Justice Remix) – 3:32
17. Evanescence – My Immortal – 4:23
18. Finger Eleven – Sad Exchange – 3:32
19. Endo – Simple Lies – 4:07
20. 12 Stones – Let Go – 4:29

### Daredevil (Original Motion Picture Score)
Lo score del film è stato composto da Graeme Revell.
Tracce
1. Daredevil Theme
2. Young Matt's Father
3. Hell's Kitchen
4. Matt Becomes Daredevil
5. The Kingpin
6. The Darkest Hour
7. Bullseye
8. Elektra
9. Mistaken Identity
10. Natchios' Assassination
11. Elektra Vs. Bullseye
12. Blind Justice
13. Church Battle
14. Falling Rose
15. The Necklace

## Distribuzione

### Edizioni home video
Il film è stato distribuito in DVD dalla 20th Century Fox a partire dal 23 luglio 2003, mentre in Italia dal 9 settembre 2003. Il film è stato presentato sul mercato con i seguenti contenuti speciali:
- visione estesa;
- commento audio del regista Mark Steven Johnson e del produttore Gary Foster;
- commento testuale Realtà e finzione;
- Oltre Hell's Kitchen: il making-of, con possibilità di visione estesa;
- provino di Jennifer Garner;
- giornalieri multi-angle;
- featurette: Cattivo in scena: Kingpin;
- featurette: Daredevil: speciale della HBO;
- featurette: Muoversi attraverso lo spazio: un giorno con Tom Sullivan;
- trailers;
- galleria fotografica;
- video musicale Won't Back Down dei Fuel;
- video musicale For You dei The Calling;
- video musicale Bring Me To Life degli Evanescence insieme a Paul McCoy;
- featurette: Tour nel mondo delle ombre;
- featurette: Uomini senza paura: la creazione di Daredevil, speciale sul fumetto.

## Accoglienza

### Incassi
Il film è uscito nelle sale il 14 febbraio 2003, in 3.471 schermi nel Nord America e ha preso il primo posto nel weekend di apertura, incassando $ 45.033.454. A quel tempo, divenne la seconda più grande uscita di febbraio, dietro Hannibal. Alla fine il film ha incassato oltre $ 102 milioni in Nord America e oltre $ 76 milioni nel resto del mondo, per un totale degli incassi mondiali del film a poco più di $ 179 milioni, incassando oltre il doppio del suo budget di $ 78 milioni.
Avi Arad ha affrontato il successo al primo posto dicendo "siamo cinque su cinque con successi da record al botteghino [con Blade, X-Men, Blade II e Spider-Man] e abbiamo altre due uscite Marvel previste per quest'estate [che sono X-Men 2 e Hulk]. È una testimonianza dell'ampio fascino di questi personaggi davanti al pubblico mainstream al di fuori dei principali fan dei fumetti. Questi supereroi hanno avuto successo nel pantheon Marvel per decenni; ha senso solo che le loro traduzioni sul grande schermo siano altrettanto fruttuose."

### Critica
Il sito web Rotten Tomatoes ha riferito che il 43% dei critici ha dato al film un feedback positivo, sulla base di 228 recensioni, con una valutazione media di 5,2/10. Il consenso della critica recita: "Sebbene Ben Affleck si adatti al ruolo e la storia sia sporadicamente interessante, Daredevil è in definitiva una storia di origine noiosa e minacciosa che non riesce a portare nulla di nuovo nel genere". Sul sito Metacritic il film ha un punteggio medio di 42/100, basato su 35 critici, indicando "recensioni contrastanti o nella media".
Roger Ebert del Chicago Sun-Times ha assegnato al film 3 stelle su 4 possibili e ha definito il film buono, nonostante abbia notato lo sfondo quasi tipico dei supereroi. Tra gli attori, ha affermato che Ben Affleck e Jennifer Garner erano adatti ai loro ruoli, mentre la sola presenza di Michael Clarke Duncan era minacciosa. Ha detto: "Mi sto un po' stancando nel descrivere le storie delle origini e i poteri dei supereroi... Alcuni dei loro film, come questo, sono migliori di altri". Bruce Westbrook dello Houston Chronicle lo considerava "il miglior film Marvel fino ad oggi, ben scritto e guidato dai personaggi come alcuni dei contendenti all'Oscar di oggi, e la sua storia non si ferma con uno sfarzo vuoto". Kimberly Jones del The Austin Chronicle ha elogiato il film, gli attori e ha ritenuto che, sebbene fosse un regista non provato, "Johnson ha appena firmato il suo buono pasto con questo matrimonio di grandi cervelli, grandi muscoli e, fortunatamente, grande cuore".
Kim Newman di Empire ha dato al film 4 stelle su 5 e ha ritenuto che alla gente "piaceranno i personaggi più del film", prima di aggiungere che ci sono abbastanza momenti forti per garantire una buona visione. Peter Bradshaw del The Guardian ha scritto che il film aveva "tocchi poco convincenti" ma era più divertente di Spider-Man e oscuro come Batman di Tim Burton. Nev Pierce della BBC credeva che il film avesse scene spettacolari, ma sentiva che non c'era un forte arco narrativo per mantenere lo spettatore interessato. Joe Morgenstern del Wall Street Journal considerava il film né originale né eccezionale, ma riteneva che mantenesse "molti abbellimenti e stranezze interessanti". Frank Lovece di TV Guide ha detto "Chiarisce che i film sui supereroi sono la prossima generazione evolutiva di film d'azione: ora che gli eroi in stile Schwarzenegger hanno alzato la posta d'azione per quanto il corpo umano può arrivare e rimangono anche solo marginalmente credibili, tocca ai supereroi... prendersela di più." Sentiva anche che era "un film per adulti, non per bambini".
Recensioni negative includevano quella di Elvis Mitchell del New York Times, dicendo che il film era "di second'ordine e ordinario". Trevor Johnston di Time Out ha elogiato Ben Affleck, sentendo che "ci persuade del dolore della mancanza di vista e dell'udito super-sensibile", ma ha anche ritenuto che la costruzione dello sceneggiatore/regista Johnson fallisse in tutte le parti coinvolte nel film. Michael Wilmington del Chicago Tribune pensava che il film catturasse l'attenzione, ma sentiva che non lo ricompensava.
Lo stesso Affleck non amava il film e disse che lo aveva ispirato ad assumere il ruolo di Batman in Batman v Superman: Dawn of Justice. "Questo è il film che voglio fare. In parte volevo per una volta ottenere uno di questi film e farlo bene, per fare una buona versione. Odio Daredevil così tanto."

## Riconoscimenti
- 2003 - BMI Film & TV Award
  - BMI Film Music Award a Graeme Revell
- 2003 - Golden Schmoes Award
  - Candidatura per il film più sottovalutato dell'anno
- 2003 - MTV Movie & TV Awards
  - Miglior performance rivelazione femminile a Jennifer Garner
  - Candidatura per il miglior cattivo a Colin Farrell
  - Candidatura per il miglior bacio tra Ben Affleck e Jennifer Garner
- 2003 - Razzie Awards
  - Peggior attore protagonista a Ben Affleck
- 2003 - Teen Choice Awards
  - Cattivo preferito in un film a Colin Farrell
  - Candidatura per l'attore preferito in un film drammatico/d'azione o avventura a Ben Affleck
  - Candidatura per l'attore preferito in un film drammatico/d'azione o avventura a Colin Farrell
  - Candidatura per l'attrice preferita in un film drammatico/d'azione o avventura a Jennifer Garner
  - Candidatura per il film drammatico/d'azione o avventura preferito
  - Candidatura per l'Intesa preferita tra Ben Affleck e Jennifer Garner
  - Candidatura per il film d'azione preferito
  - Candidatura per la star femminile eccezionale a Jennifer Garner
- 2004 - Hollywood Makeup Artist and Hair Stylist Guild Award
  - Candidatura per il miglior trucco contemporaneo - caratteristico a Deborah La Mia Denaver, John E. Jackson e Cinzia Zanetti
- 2004 - Huabiao Film Awards
  - Candidatura per l'eccezionale traduzione di un film straniero
- 2004 - MTV Movie Awards México
  - Candidatura per l'eroe più sexy a Ben Affleck
  - Candidatura per il miglior Colin Farrell in un film a Colin Farrell

## Director's Cut
Il 30 novembre 2004 (il 6 aprile 2005 in Italia) è stata messa in commercio l'edizione in DVD Daredevil Director's Cut, che consta di 30 minuti in più rispetto alla versione cinematografica, con diverse scene inedite e vari temi del film approfonditi. La versione cinematografica aveva ottenuto il PG 13 (parents strongly cautioned: vietato ai minori di 13 anni non accompagnati dai genitori); la "Director's Cut", invece, è bollata "R" (restricted: vietato ai minori di 17 anni non accompagnati dai genitori).
In questa nuova versione viene sviluppata una sottotrama completamente assente nella versione cinematografica, con protagonisti il rapper Coolio nei panni di Dante Jackson, incriminato di omicidio e difeso da Matt Murdock in aula di tribunale, e Jude Ciccolella nei panni di Robert McKensie, un poliziotto corrotto; la director's cut ha ottenuto un maggior riscontro positivo in confronto alla versione da sala, in quanto l'approfondimento di alcuni personaggi ed il tono leggermente più serio rendono il film più godibile e fedele al suo materiale d'origine.
Questa versione è stata messa sul mercato con i seguenti contenuti speciali:
- Commento audio del regista Mark Steven Johnson e del produttore Avi Arad;
- Daredevil: Director's Cut: il making of.

## Spin-off
- Nel 2005 è stato realizzato uno spin-off dedicato ad Elektra e intitolato Elektra, nel quale Jennifer Garner riprende il ruolo della supereroina.
- La versione di Kingpin apparsa in questo film è presente anche nella serie animata Spider-Man: The New Animated Series, doppiata dallo stesso Michael Clarke Duncan.